# Somjit Jongjohor
Somjit Jongjohor (thaï : สมจิตร จงจอหอ ; API :  [sǒm.t͡ɕìt t͡ɕōŋ.t͡ɕɔ̄ː.hɔ̌ː]) est un boxeur thaïlandais né le 19 janvier 1975 à Buri Ram.

## Carrière
Champion du monde poids mouches de boxe amateur à Bangkok en 2003 et médaillé d'argent à Chicago en 2007, il devient champion olympique de la catégorie aux Jeux de Pékin en 2008 après sa victoire en finale contre le Cubain Andry Laffita. 
Jongjohor remporte également au cours de sa carrière la médaille d'or aux Jeux asiatiques de Pusan en 2002 et la médaille d'argent à Doha en 2006 ainsi que la médaille de bronze aux championnats d'Asie de Puerto Princesa en 2004.
En boxe thaïlandaise, il est connu sous le nom de Silachai Wor preecha (thaï: ศิลาชัย ว.ปรีชา).
Il est acteur dans le film Yamada, la voie du samouraï de Nopporn Watin, un film qui s'inspire de la vie de Yamada Nagamasa (1590-1630).

## Parcours auxJeux olympiques
Jeux olympiques d'été de 2008 à Pékin (poids mouches) :
- Bat Abdelillah Nhaila (Maroc) 6-1
- Bat Samir Mammadov (Azerbaïdjan) 10-2
- Bat Anvar Yunusov (Tadjikistan) 8-1
- Bat Vincenzo Picardi (Italie) 7-1
- Bat Andry Laffita (Cuba) 8-2

## Filmographie
- 2010 : Yamada, la voie du samouraï